# Кызыл-Сенгир
Кызыл-Сенгир (кирг. Кызыл-Сеңгир) — село в Узгенском районе Ошской области Кыргызстана. Входит в состав Кызыл-Октябрьского аильного округа. Код СОАТЕ — 41706  255 844 09 0

## Население
По данным переписи 2023 года, в селе проживало 5 105 человек.